# HD 1605
Désignations
HD 1605 est une étoile sous-géante (classe de luminosité IV) jaune-orange (type spectral K1) située à une distance d'environ 84,60 parsecs du Soleil, dans la constellation boréale d'Andromède. Avec une masse d'environ 1,31 masse solaire pour un rayon de 3,8 rayons solaires, elle est l'objet primaire d'un système planétaire dont les deux seuls objets secondaires connus sont HD 1605 b et HD 1605 c, deux planètes confirmées.